# Позориште у кући (ТВ серија из 1972)
Позориште у кући је југословенска телевизијска серија у продукцији Телевизије Београд. У првој сезони снимљено је 28 епизода које су премијерно приказане од октобра 1972. до априла 1973. Серија је била врло популарна у бившој Југославији, па су снимљене још четири сезоне које су емитоване током 1974, 1975, 1981. и 1984. Године 2007. снимљена је обновљена серија који садржи 26 епизода.
Серију је режирао Дејан Баја Ћорковић, а сценариста је био Новак Новак. Поред Новака, сценарије су писали и Синиша Павић, Милан Шећеровић, Радивоје Лола Ђукић, Душан Савковић, Властимир Радовановић, Зоран Ђорђевић и Младен Младеновић. Уводну музичку нумеру певала је група "Седморица младих", а одјавну Ђуза Стојиљковић. Улогу Олге Петровић, Рођине супруге, у првих осам епизода играла је Љерка Драженовић, а потом Станислава Сташа Пешић. У прве четири сезоне улогу Борка, Рођиног сина, тумачио је Горан Трифуновић, а затим Маро Браило.

## Опис
Серија прати живот породице Петровић коју чине - Родољуб, Олга, њихов син Борко, ташта Снежана Николајевић и кућна помоћница Тина. Поред њих, неизбежне ликове, чине: Васа С. Тајчић, кућни пријатељ; Мајка Вука, Рођина мајка; Чеда Мунгос, хаузмајстор; Рајка, Чедина жена; Клативода, позорник; Бркић, Рођин колега; Ана Шумовић, Снежанина пријатељица из младости и др... У серији су се, као гости, појављивале многе тада познате телевизијске личности попут Миће Орловића, Каменка Катића, Миљана Миљанића, Драгана Никитовића, Дубравке Нешовић, Предрага Цунета Гојковића и други.
Један од најупечатљивијих делова серије је однос зета и таште - Родољуба Петровића, правника, који је пореклом са села и који је провинцијалац по духовном статусу, који никада неће схватити финесе отменог понашања и његове таште Снежане Николајевић, предратне госпође с пореклом, чији је једини проблем зет без порекла. Незаборавни лик је и Васа С. Тајчић, кућни пријатељ, а можда и давни љубавник Снежане Николајевић.
Породица Петровић била је типична југословенска породица из седамдесетих година. Родољуб Петровић је возио фићу, и сањао о тристаћу, а кућну помоћницу Тину, студенткињу из Сурдулице, могао је држати јер она уједно била и подстанарка, па су се трошкови међусобно пребијали. Радња серије се одвија у београдском насељу Карабурма.

## Улоге
| Глумац                     | Улога                                                    |
| -------------------------- | -------------------------------------------------------- |
| Властимир Ђуза Стојиљковић | Родољуб Рођа Петровић                                    |
| Станислава Пешић           | Олга Петровић                                            |
| Горан Трифуновић           | Борко Петровић као дечак                                 |
| Олга Ивановић              | Снежана Николајевић                                      |
| Љиљана Лашић               | Кристина Тина, кућна помоћница                           |
| Драгутин Добричанин        | Васа С. Тајчић                                           |
| Радмила Савићевић          | Вукосава Петровић, Мајка Вука                            |
| Михајло Бата Паскаљевић    | Чеда Мунгос                                              |
| Олга Станисављевић         | Рајка, Чедина жена                                       |
| Чедомир Петровић           | Позорник Клативода                                       |
| Предраг Тасовац            | Таса Бркић                                               |
| Миодраг Лазаревић          | Доктор Бора Јовановић                                    |
| Петар Словенски            | Професор Николић „Чкиља“                                 |
| Душан Јакшић               | Стриц Бокан                                              |
| Миливоје Мића Томић        | Теча Вукоје                                              |
| Мирјана Коџић              | Ана Шумовић                                              |
| Капиталина Ерић            | Белана                                                   |
| Слободан Ђурић             | Сава                                                     |
| Драган Лаковић             | Чврга                                                    |
| Мија Алексић               | Братислав Николајевић                                    |
| Љубомир Дидић              | Стојан                                                   |
| Павле Минчић               | Сони Бој                                                 |
| Душан Јанићијевић          | Мића                                                     |
| Слободан Алигрудић         | Вук Вукбратић                                            |
| Мило Мирановић             | Мома                                                     |
| Татјана Бељакова           | Момина љубавница                                         |
| Светлана Бојковић          | Беба                                                     |
| Бора Тодоровић             | Лаки Лакићевић                                           |
| Оливера Марковић           | Бубили, Лакијева жена                                    |
| Весна Пећанац              | Ирина                                                    |
| Мирослав Петровић          | Рођин директор                                           |
| Реља Башић                 | Звонко Михаљчић                                          |
| Хелена Буљан               | Звонкова жена                                            |
| Миа Оремовић               | Звонкова ташта                                           |
| Јован Јанићијевић Бурдуш   | Кокан Тајчић                                             |
| Драгомир Бојанић Гидра     | Срндач                                                   |
| Лада Скендер               | Љиљана, Лики                                             |
| Маро Браило                | Одрасли Борко Петровић                                   |
| Аљоша Вучковић             | Тика Фолика                                              |
| Маја Сабљић                | Бранкица                                                 |
| Љубица Ковић               | Георгина Хајдуковић                                      |
| Драган Николић             | Рођак                                                    |
| Велимир Бата Живојиновић   | Рале Благојевић                                          |
| Милена Дравић              | госпођа Делач                                            |
| Иван Шебаљ                 | Дебејкијев друг                                          |
| Драгица Новаковић          | Гошћа                                                    |
| Мирослав Дуда Радивојевић  | Конобар                                                  |
| Гордана Марић              | Доценткиња                                               |
| Богосава Никшић            | Меланијина мајка / Комшиница / Архитекта Марковић (жена) |
| Љубица Секулић             | Комшиница                                                |
| Нада Петричевић            | Гошћа на матури / Олгина пријатељица                     |
| Милка Лукић                | Момина супруга                                           |
| Вељко Маринковић           | Продавац антиквитета                                     |
| Душко Стевановић           | Достављач                                                |
| Мирјана Вукојичић          | кућна помоћница                                          |
| Станимир Аврамовић         | Гост на матури / Поштар                                  |
| Душан Вујновић             | носач/конобар/поштар                                     |
| Даница Мокрањац            | Г-ђа Попадић                                             |
| Зинаид Мемишевић           | Плави                                                    |
| Јелица Теслић              | Службеница                                               |
| Вера Дедић                 | Комшиница / Јасмина / Олгина пријатељица                 |
| Ратко Милетић              | Тип из предузећа / Телефониста / Конобар                 |
| Даница Ристовски           | Кафе куварица                                            |
| Славица Ђилас              | Гошћа на матури                                          |
| Бранислав Зоговић          | Лакијев син                                              |
| Дијана Шпорчић             | Бебина другарица                                         |
| Бранислав Дамњановић       | Гост на матури / Рецепционер                             |
| Добрила Костић             | Купчева супруга                                          |
| Живојин Ненадовић          | Јовановић                                                |

## Сезоне
| Сезона | Сезона | Епизода | Премијерно емитовање | Премијерно емитовање |
| Сезона | Сезона | Епизода | Почетак емитовања    | Завршетак емитовања  |
| ------ | ------ | ------- | -------------------- | -------------------- |
|        | 1      | 28      | 21. октобар 1972.    | 21. април 1973.      |
|        | 2      | 28      | 10. новембар 1973.   | 18. мај 1974.        |
|        | 3      | 14      | 1. фебруар 1975.     | 10. мај 1975.        |
|        | 4      | 8       | 3. децембар 1980.    | 21. јануар 1981.     |
|        | 5      | 6       | 6. септембар 1984.   | 11. октобар 1984.    |

## Списак епизода
| Бр. еп.        | Бр. еп. (сез) | Назив епизоде                      | Премијерно емитовање |
| -------------- | ------------- | ---------------------------------- | -------------------- |
| Прва сезона    |               |                                    |                      |
| 1              | 1             | Породица као таква                 | 21. октобар 1972.    |
| 2              | 2             | Дан када је играла Звезда          | 28. октобар 1972.    |
| 3              | 3             | Чист ваздух - дуг живот, Карабурма | 4. новембар 1972.    |
| 4              | 4             | Гелиптер                           | 11. новембар 1972.   |
| 5              | 5             | Црна овца                          | 18. новембар 1972.   |
| 6              | 6             | Момачко вече                       | 25. новембар 1972.   |
| 7              | 7             | Неко тражи Фратела Николина        | 2. децембар 1972.    |
| 8              | 8             | Столица која се љуља               | 9. децембар 1972.    |
| 9              | 9             | Велика уцена                       | 19. децембар 1972.   |
| 10             | 10            | Важно је знати историју            | 23. децембар 1972.   |
| 11             | 11            | Уочи луде ноћи                     | 30. децембар 1972.   |
| 12             | 12            | Новогодишњи колор у боји           | 31. децембар 1972.   |
| 13             | 13            | Кад леви мигавац не ради           | 6. јануар 1973.      |
| 14             | 14            | Пренос из Глазгова                 | 13. јануар 1973.     |
| 15             | 15            | Развод на ђачки начин              | 20. јануар 1973.     |
| 16             | 16            | На данашњи дан                     | 27. јануар 1973.     |
| 17             | 17            | Рођендан                           | 3. фебруар 1973.     |
| 18             | 18            | Страшан пас                        | 10. фебруар 1973.    |
| 19             | 19            | Кад Петровићи штеде                | 17. фебруар 1973.    |
| 20             | 20            | Папан                              | 24. фебруар 1973.    |
| 21             | 21            | Тринаести погодак                  | 3. март 1973.        |
| 22             | 22            | Инспектор је дошао                 | 10. март 1973.       |
| 23             | 23            | Пролеће је на прагу                | 17. март 1973.       |
| 24             | 24            | Лични магнетизам                   | 24. март 1973.       |
| 25             | 25            | Драга Ана                          | 31. март 1973.       |
| 26             | 26            | Домаћица                           | 7. април 1973.       |
| 27             | 27            | Зар после толиких година           | 14. април 1973.      |
| 28             | 28            | Велико довиђења                    | 21. април 1973.      |
| Друга сезона   |               |                                    |                      |
| 29             | 1             | Личне и породичне вести            | 10. новембар 1973.   |
| 30             | 2             | Зелено светло за слободан дан      | 17. новембар 1973.   |
| 31             | 3             | Мама долази - мама не долази       | 24. новембар 1973.   |
| 32             | 4             | Чаробне руке мајке Вукосаве        | 1. децембар 1973.    |
| 33             | 5             | Тај проклети кутњак                | 8. децембар 1973     |
| 34             | 6             | Човек ван категорије               | 15. децембар 1973    |
| 35             | 7             | Операција кућна помоћница          | 22. децембар 1973    |
| 36             | 8             | Пет нерадних дана                  | 29. децембар 1973    |
| 37             | 9             | Услуга                             | 5. јануар 1974.      |
| 38             | 10            | Човек из бубња                     | 12. јануар 1974.     |
| 39             | 11            | Лондонске магле                    | 19. јануар 1974.     |
| 40             | 12            | Џепарац са последицама             | 26. јануар 1974.     |
| 41             | 13            | Мајка Вукини поклони               | 2. фебруар 1974.     |
| 42             | 14            | Утакмица живота                    | 9. фебруар 1974.     |
| 43             | 15            | Рекламни осмех                     | 16. фебруар 1974.    |
| 44             | 16            | Мамина маза                        | 23. фебруар 1974.    |
| 45             | 17            | Гости из Загреба                   | 2. март 1974.        |
| 46             | 18            | Чисто плаво небо                   | 9. март 1974.        |
| 47             | 19            | Нови суседи                        | 16. март 1974.       |
| 48             | 20            | Последњи комад старог намештаја    | 23. март 1974.       |
| 49             | 21            | Кад странци долазе                 | 30. март 1974.       |
| 50             | 22            | Кад се тата врати с пута           | 6. април 1974.       |
| 51             | 23            | Гости из Београда                  | 13. април 1974.      |
| 52             | 24            | Кад је у срцу пролеће              | 20. април 1974.      |
| 53             | 25            | Прекид ватре на Карабурми          | 27. април 1974.      |
| 54             | 26            | Орхидеје из Патагоније             | 4. мај 1974.         |
| 55             | 27            | Објасни то својој жени             | 11. мај 1974.        |
| 56             | 28            | Један Рођа у једној комисији       | 18. мај 1974.        |
| Трећа сезона   |               |                                    |                      |
| 57             | 1             | Ах, ти симпозијуми                 | 1. фебруар 1975.     |
| 58             | 2             | Грип                               | 8. фебруар 1975.     |
| 59             | 3             | Први рандеву                       | 15. фебруар 1975.    |
| 60             | 4             | Млади долазе                       | 22. фебруар 1975.    |
| 61             | 5             | Бели спортови                      | 1. март 1975.        |
| 62             | 6             | Комисион на Карабурми              | 15. март 1975.       |
| 63             | 7             | Црни фонд                          | 22. март 1975.       |
| 64             | 8             | Госту част и чест                  | 29. март 1975.       |
| 65             | 9             | Зрно лудости                       | 5. април 1975.       |
| 66             | 10            | Ђипало у кући                      | 12. април 1975.      |
| 67             | 11            | Поново у ђачкој клупи              | 19. април 1975.      |
| 68             | 12            | Да ли су стари слонови у праву     | 26. април 1975.      |
| 69             | 13            | Рат и мир                          | 3. мај 1975.         |
| 70             | 14            | Породична фотографија              | 10. мај 1975.        |
| Четврта сезона |               |                                    |                      |
| 71             | 1             | Ловандери у Београду               | 3. децембар 1980.    |
| 72             | 2             | Операција Вождовац                 | 10. децембар 1980.   |
| 73             | 3             | Летње лудорије                     | 17. децембар 1980.   |
| 74             | 4             | Како име дати боловању             | 24. децембар 1980.   |
| 75             | 5             | Новогодишње лудорије               | 31. децембар 1980.   |
| 76             | 6             | Најбоље године                     | 7. јануар 1981.      |
| 77             | 7             | Мрља младости                      | 14. јануар 1981.     |
| 78             | 8             | Нови лист                          | 21. јануар 1981.     |
| Пета сезона    |               |                                    |                      |
| 79             | 1             | Имаш сина - тражи стан             | 6. септембар 1984.   |
| 80             | 2             | Једног дана - један тата           | 13. септембар 1984.  |
| 81             | 3             | Један драги гост                   | 20. септембар 1984.  |
| 82             | 4             | Вечера код Делачевих               | 27. септембар 1984.  |
| 83             | 5             | Лонац и друге ствари               | 4. октобар 1984.     |
| 84             | 6             | Добро дошла, драга Ана             | 11. октобар 1984.    |

## Занимљивости
- Након емитовања друге сезоне, у плану је било снимање филма Позориште у кући на летовању за који су сценарио написали Новак Новак и Синиша Павић. Међутим, и поред одрађених пробних снимања, до реализације целовечерњег филма базираног на серији није дошло због неслагања у вези услова снимања и хонорара глумачке поставе.[6]
- Иако су емитоване 84 епизоде, у репризним емитовањима серије приказивано је 69 епизода зато што поједине нису сачуване у архиву Радио-телевизије Србије. Траке са изгубљеним епизодама су преснимљене, с обзиром на то да према енциклопедији Водич кроз продукцију играног програма Телевизије Београд 1958—1995 Бојане Андрић серија већ није била сачувана у потпуности.